# Проспект Вернадского (Москва)
Проспе́кт Верна́дского — проспект в Юго-Западном и Западном административных округах города Москвы. Проходит от улицы Косыгина, являясь продолжением Лужнецкого метромоста, который, в свою очередь, является продолжением Комсомольского проспекта. Расположен параллельно Ленинскому проспекту, к которому затем примыкает.
Пересекает Университетский и Ломоносовский проспекты (площадь Джавахарлала Неру), улицы Удальцова и Лобачевского.
Слева примыкают улицы: Строителей, Крупской, Марии Ульяновой, Кравченко, Семёнова-Тян-Шанского, Фёдора Гааза, 26-ти Бакинских Комиссаров.
Справа примыкают улицы: Академика Хохлова, Коштоянца, Покрышкина, Тропарёвская.
Нумерация домов ведётся от улицы Косыгина.

## Происхождение названия
По плану реконструкции Москвы 1935 года территория столицы должна была быть прорезана широкими магистралями, отходившими от проектировавшегося на месте снесённого Храма Христа Спасителя грандиозного здания Дворца Советов. Из центра города от него через Лужники должны были идти две широкие магистрали, которые носили у проектировщиков условные названия «Восточный луч» и «Западный луч». Реализации этих планов помешала Великая Отечественная война, но всё же частично проект прокладки дорог был осуществлён. 30 марта 1956 года «Западный луч» получил название Мичуринского проспекта, а «Восточный луч» — проспекта Вернадского — в честь Владимира Ивановича Вернадского (1863—1945) — одного из основоположников геохимии, радиогеологии, биогеохимии; создателя учения о биосфере и ноосфере; основателя и директора Биогеохимической лаборатории (ныне Институт геохимии и аналитической химии РАН им. Вернадского (ГЕОХИ); расположенный на Воробьёвых горах, в начале проспекта Вернадского).

## История
Проспект образован в результате планировки в конце 1940-х годов Юго-Западного района, произведённой под руководством архитектора А. В. Власова, как «восточный луч», ограничивающий территорию МГУ. Первоначально проспект проходил от Воробьёвского шоссе (ныне улица Косыгина) до Ломоносовского проспекта. В 1958 году в результате открытия Лужнецкого моста соединён с Комсомольским проспектом, а также продлён в другую сторону до 4-й ул. Строителей (ныне ул. Кравченко). В 1959 году по проспекту провели троллейбусную линию. В 1962 году проспект продлён до ул. Лобачевского, в 1967 году — до станции метро Юго-Западная, в 1971 году — до села Тропарёва, в 1974 году — соединён с Ленинским проспектом. В 2001 году сооружена транспортная развязка с Ленинским проспектом и ул. Островитянова.

## Примечательные здания и сооружения

### По нечётной стороне
- № 5 — Центральный детский музыкальный театр (1975—1979, архитекторы А. Великанов, В. Красильников, В. Орлов), ныне — Московский государственный академический детский музыкальный театр имени Н. И. Сац[6]. Перед зданием установлен памятник Н. И. Сац[7].
- № 7 — Большой московский государственный цирк (1971, архитекторы: Я. Белопольский, Е. П. Вулых, С. Феоктистов, В. И. Хавин)
- № 9/10 — жилой дом (1957), магазин "Рыба" (во времена СССР), поликлиника № 95. Здесь в 1956—1985 годах жил полярный лётчик Фабио Фарих[8].
- № 11 — Жилой дом (1958), сбербанк, почтовое отделение 119311, магазин «Рукоделие». В доме жил учёный в области строительной механики Пётр Пастернак[9]
- № 13 — Жилой дом (1958). В цокольном этаже дома находится Драматический театр «Вернадского, 13»
- № 15 — Жилой дом (1958). Здесь в 1958—1974 годах жил художник О. П. Филатчев[10], в 1959—1975 — певец Владимир Трошин[11].
- № 19 — жилой дом. Здесь в 1958—1993 годах жил писатель, художник-иллюстратор и режиссёр-мультипликатор Владимир Сутеев[12].
- № 21, корп. 1 — жилой дом, магазин «Журналист»
- № 29 — Всероссийский государственный НИИ проблем научно-технического прогресса и информации в строительстве
- № 37 — Дом студента МГУ на проспекте Вернадского (ДСВ)
- № 37, корп. 1А-1Б — жилой комплекс «Наука». Здесь жил музыкант, композитор, дирижёр Георгий Гаранян
- № 37, корп. 2 — административно-офисное здание
- № 37, корп. 3 — ТЦ «Детский мир»
- № 39 — Центральный научно-исследовательский институт «Электроника» (1966)
- № 41 — административное здание Центросоюза (1969, архитекторы Ю. Шевченко, В. Аросев, Е. Одинцова, инженер В. Богословский под руководством архитектора Е. Стамо (мастерская № 3 «Моспроекта-1»); строительство — 1986)
- № 45 — жилой дом. Здесь жил артист Вадим Тонков[13].
- № 49 — жилой дом. Здесь жил конструктор, один из создателей боевой машины БМ-13 («Катюша») Владимир Галковский[14]. Здесь же снималось несколько эпизодов фильма «Джентльмены удачи» (в том числе «Шакал я паршивый, всё ворую и ворую…»).
- № 53 — Гостиница «Дружба»
- № 89 — жилой дом. Здесь жил один из крупнейших математиков XX века Израиль Гельфанд[15].
- № 93, корп. 1 — Жилой дом. Здесь жили археолог Д. А. Авдусин[16], математик П. Л. Ульянов[17], биолог В. Н. Тихомиров[18].
- № 87, стр. 2 — Административное здание Инфобанка (1998, архитекторы А. Бавыкин, С. Суетин, С. Бавыкин, Л. Севастьянова)[19]
- № 97, корп. 3 — жилой комплекс «Луна» (2005, архитекторы Хатунцев И. П., Чижевский А. А., конструктор Кенгуров Б. В.)
- № 99, корп. 1 — жилой дом. Здесь жили генетик В. П. Эфроимсон[20] и учёный-правовед О. И. Чистяков[21].
- № 101 — Институт проблем механики РАН (1968—1973; архитекторы В. М. Гинзбург, Л. М. Колоскова, А. Г. Рочегов, А. И. Таранов)[22]
- № 101, корп. 2 — Конструкторское бюро транспортного машиностроения (КБТМ) (1970; архитектор В. С. Атанов)[23][24]
- № 101, корп. 3 — Центральный офис Газпром Энергохолдинга, ранее центральный офис ОАО РАО «ЕЭС России» (1970—1980-е, архитектор В. И. Кузьмин)[25]
- № 103, корп. 5 — Немецкая школа в Москве
- № 105 — бывший универмаг «Тропарёво» (1979). Около универмага снимались сцены фильма «Вам и не снилось…»
- № 105, корп. 2 — жилой дом. Здесь жила писательница и литературовед Е. А. Таратута[26].
- № 105, корп. 4 — жилой комплекс «Елена» (2007)
- № 109 — 22-этажный панельный жилой дом серии П-4/22 (1974). В пристройке расположена библиотека № 202 имени Ю. А. Гагарина.
- № 113 — 16-этажный панельный жилой дом экспериментальной серии И-99, квартал 47, корп. 405 (1970). В доме снимались ленинградские сцены фильма «Ирония судьбы, или С лёгким паром!». Здесь жил исследователь архитектуры В. Л. Глазычев[27].
- № 117 — жилой дом. Здесь жил философ Эрик Юдин[28].
- № 119 — 16-этажный панельный жилой дом экспериментальной серии И-99, квартал 47, корп. 406. В доме жили А. Н. Стругацкий, С. С. Аверинцев, Ю. В. Ярёменко[29], физиолог К. В. Судаков[30].
- № 123 — 9-этажный панельный жилой дом серии II-57-05 (1969). В доме и около него снимались сцены советско-итальянского фильма «Подсолнухи».
- № 125 — 16-этажный панельный жилой дом экспериментальной серии И-99, квартал 47, корп.407 (1970—1972, архитекторы А. Самсонов, А. Бергельсон, В. Коркина[31]). В доме снимались московские сцены фильма «Ирония судьбы, или С лёгким паром!». В цокольном этаже дома находится Театр на Юго-Западе.
- № 127, корп. 2 — ГБОУ СОШ № 1485

### По чётной стороне
- № 2/19 — Институт геохимии и аналитической химии им. В. И. Вернадского
- № 4 — Лениногорский регулирующий узел Мосводоканала
- № 10, 12, 12А — высотки НИЦ «Контур», НИБО «Наука», Рособоронэкспорта.
- МГУ, корп. 51 — Корпус гуманитарных факультетов МГУ (1970. архитекторы: А. Хряков, М. Чесаков)
- № 14 — Кинотеатр «Звёздный» (1974)
- № 16 — Гостиница «Комета» МВД РФ
- № 18 корп. 1 — Межрайонный сортировочный почтамт № 1 (1979)
- № 22 — жилой дом. Здесь с 1960-х годов жил писатель и поэт-песенник Яков Шведов[32].
- № 24а, 38а, 50а, 64а — 16-этажные двухподъездные панельные дома серии 1-МГ-601-Ж (1969). В доме № 38а жил химик, кристаллограф Ю. Т. Стручков[33].
- № 32 корп. 70 — жилой дом. Здесь жил актёр Виктор Авилов[34].
- № 70а — жилой дом. Здесь жил кинорежиссёр Пётр Тодоровский[35].
- № 76 — Московский государственный институт международных отношений (МГИМО)
- № 78 — Московский государственный институт радиотехники, электроники и автоматики (МИРЭА)
- № 82 — Деловой центр «Зенит»
- № 82 стр. 1 — Российская академия народного хозяйства и государственной службы при Президенте Российской Федерации
- № 86 — Московский государственный университет тонкой химической технологии им. М. В. Ломоносова
- № 88 — Корпус гуманитарных факультетов Московского педагогического государственного университета
- № 90 — Церковь Архангела Михаила в Тропарёве (1693—1703)
- № 92 корп. 1 — жилой комплекс «Корона-Эйр» (2007)
- № 94 корп. 1-4 — жилой комплекс «Миракс-парк»: 31-этажные жилые дома: «Весна», «Лето», «Осень», «Зима» (2006—2007)
- № 96 корп. 1 — корпус Московской медицинской академии им. И. М. Сеченова (2010).
- № 100 — Военная академия Генерального штаба Вооружённых сил Российской Федерации

| - Вид от ул. Кравченко в сторону метро «Университет» - Вид от ул. Лобачевского в сторону метро «Проспект Вернадского» - Недостроенный деловой центр «Зенит» - Вид от станции метро «Юго-Западная» в сторону центра - Вид на здание РАО «ЕЭС России» (2005 год) |

### Памятники
- Ю. А. Гагарину (1985, скульптор Ю. Л. Чернов, архитектор Г. Г. Исакович[36]) возле кинотеатра «Звёздный».
- Памятник генералу Скобелеву на проспекте Вернадского, 100 (возле здания Академии Генерального Штаба), открыт 9 декабря 2014 года.

## Транспорт

### Метро
- Станция метро  Воробьёвы горы
- Станция метро  Университет
- Станция метро  Проспект Вернадского
- Станция метро  Проспект Вернадского
- Станция метро  Юго-Западная
- Станция метро  Тропарёво

### Автобус
- м16: от улицы 26-ти Бакинских комиссаров до улицы Покрышкина (разворот, в обратную сторону пересекает проспект)
- т34: от Ломоносовского проспекта до станции метро «Юго-Западная» и обратно
- 266: от Ломоносовского проспекта до улицы Кравченко и обратно
- 394: от Ломоносовского проспекта до Раменского бульвара и обратно
- 934: от Ломоносовского проспекта до Раменского бульвара и обратно
- 1: от Ломоносовского проспекта до улицы Крупской и обратно
- 111: от Ломоносовского проспекта до улицы Строителей и обратно
- 113: от Ломоносовского проспекта до улицы Строителей и обратно
- 138: от улицы Марии Ульяновой до Комсомольского проспекта и обратно
- 224: от улицы Марии Ульяновой до улицы Лобачевского и обратно
- 246: от улицы Семёнова-Тян-Шанского до улицы Удальцова
- 616: от улицы Кравченко до улицы Лобачевского и от улицы Удальцова до улицы Кравченко
- 153: от улицы Удальцова до улицы Кравченко
- с17: от улицы Удальцова до улицы Лобачевского, а также от улицы Удальцова до улицы Кравченко
- 715: от улицы Удальцова до улицы Лобачевского
- 715к: от улицы Удальцова до улицы Лобачевского
- 793: от улицы Удальцова до улицы Лобачевского
- 688: от улицы Лобачевского до улицы Покрышкина и обратно
- 196: от улицы 26-ти Бакинских комиссаров до Тропарёвской улицы и обратно
- 196к: от улицы 26-ти Бакинских комиссаров до Тропарёвской улицы и обратно
- 250: от улицы 26-ти Бакинских комиссаров до улицы Покрышкина и обратно
- 261: от улицы 26-ти Бакинских комиссаров до улицы Покрышкина и обратно
- 718: от улицы 26-ти Бакинских комиссаров до улицы Покрышкина и обратно
- 752: от улицы 26-ти Бакинских комиссаров до улицы Покрышкина и обратно
- н11: от улицы 26-ти Бакинских комиссаров до улицы Покрышкина (разворот, в обратную сторону пересекает проспект)
- м27: от улицы Коштоянца до Тропарёвской улицы и от Ленинского проспекта до улицы Коштоянца
- 329: от улицы Покрышкина до Тропарёвской улицы и обратно
- 630: от улицы Покрышкина до Тропарёвской улицы и обратно
- 361: от станции метро «Юго-Западная» до улицы Островитянова и обратно
- 343: от станции метро «Юго-Западная» до Ленинского проспекта и обратно
- 485: от станции метро «Юго-Западная» до Ленинского проспекта и обратно
- 642: от станции метро «Юго-Западная» до Ленинского проспекта и обратно
- 863а: от Ленинского проспекта до станции метро «Юго-Западная» (только в указанную сторону)
- 877: от станции метро «Юго-Западная» до Ленинского проспекта и обратно
- 890: от станции метро «Юго-Западная» до Тропарёвской улицы и от Ленинского проспекта до станции метро «Юго-Западная»
- Также на проспекте Вернадского имеют конечные остановки:
у станции метро «Юго-Западная» автобусы: 281, 330, 610;
у станции метро «Университет» автобусы: 260, 394, 464, 470, 661.